# Sokolovna (Brandýs nad Orlicí)
Sokolovna v Brandýse nad Orlicí se nalézá ve svahu na Žerotínovou ulicí v městě Brandýs nad Orlicí v okrese Ústí nad Orlicí. Budova sokolovny je od 20. března 1995 chráněna jako nemovitá kulturní památka ČR.

## Historie
Sokolovnu původně postavil v roce 1890 jako reprezentativní městskou vilu v romantickém historizujícím slohu brandýský rodák Jan Horský (1849-1917), architekt, projektant a podnikatel v oboru železničních a mostních staveb v tehdejším Rakousku – Uhersku. Budovu v roce 1925 získala místní Tělocvičná jednota Sokol a následně ji upravila na sokolovnu s kinem a divadelním sálem, k němuž bylo přistavěno provaziště.

## Popis
Vila je postavena ve svahu na severní straně Žerotínovy ulice u křižovatky s Nádražní ulicí.
Hlavní budova sokolovny má vysokou valbovou střechu se středovým rizalitem hlavního jižního průčelí, zakončeným štítem směřujícím k nádraží. Vlevo stojí štíhlá hranolová věžice s jehlancovitou střechou a vpravo byla vystavěna třípodlažní polygonální věž s vysokými okny a střešní terasou s balustrádou.
Po roce 1925 byla vila přeměněna na sokolovnu a tehdy byl přistavěn na levé straně blok divadelního jeviště.
V budově jsou dochované cenné originální dekorativní součásti - interiérová schodiště (litina); dlažby, soubor dveří, mříže a podobně.

## Galerie

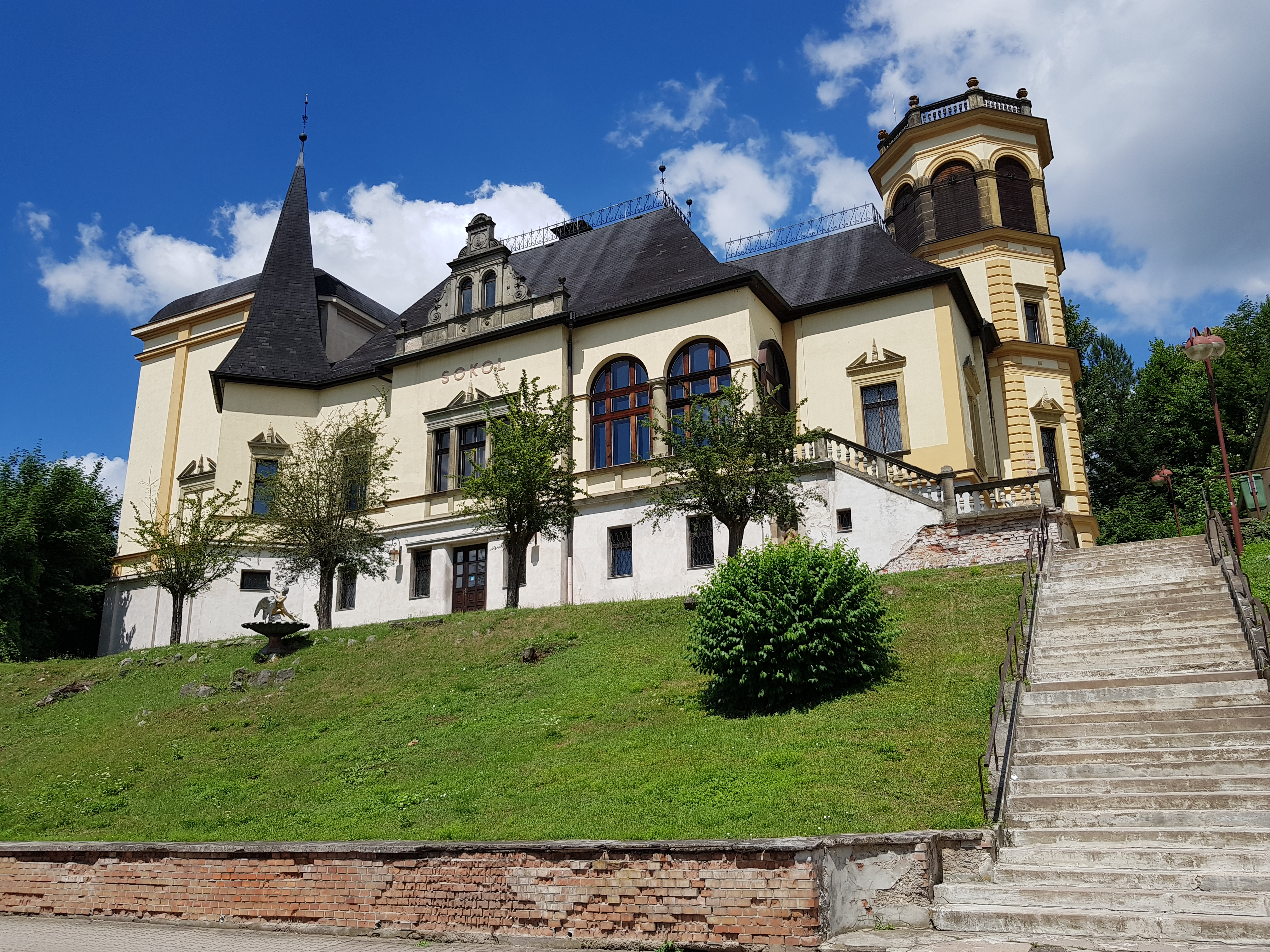
Sokolovna v Brandýse nad Orlicí
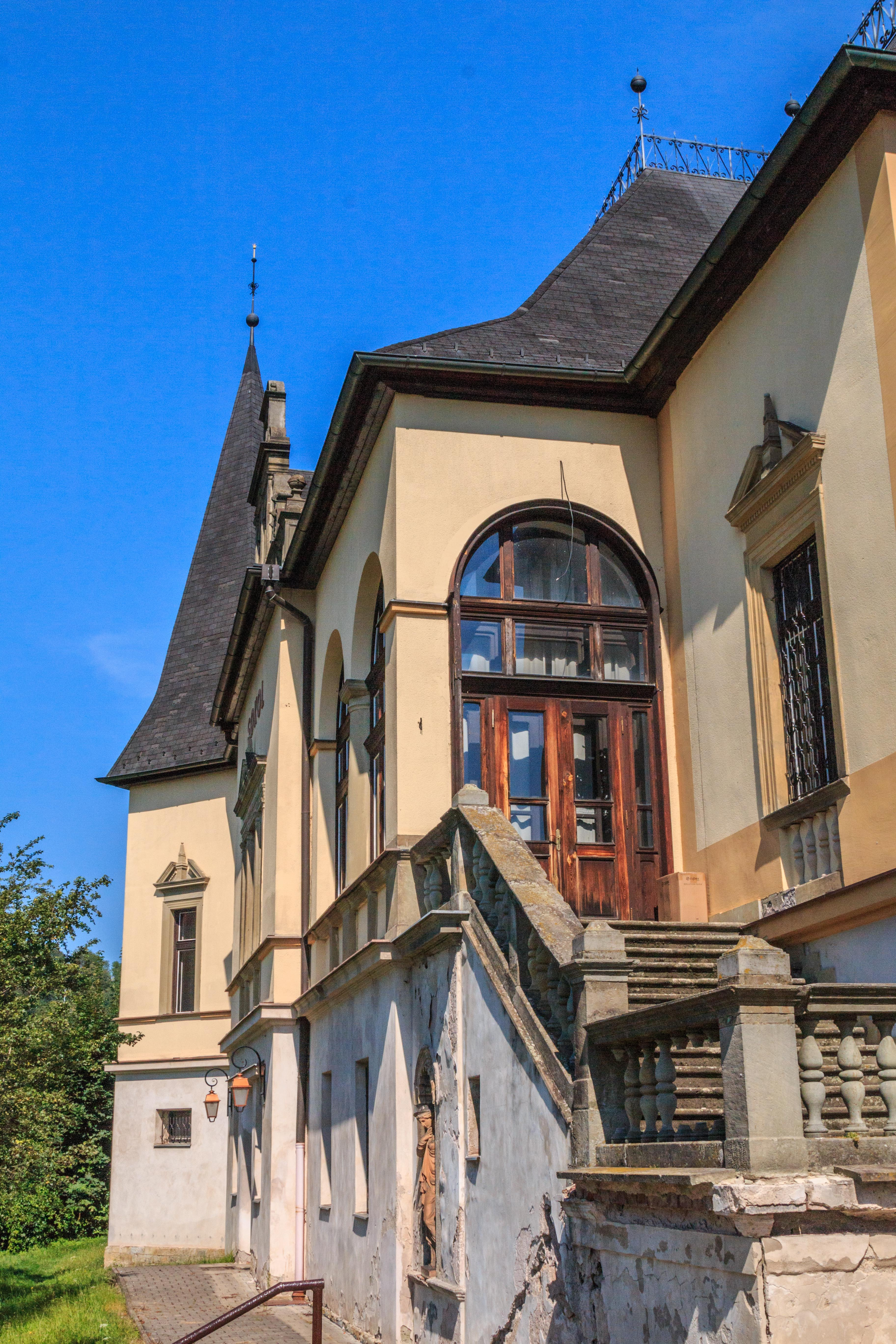
Sokolovna v Brandýse nad Orlicí
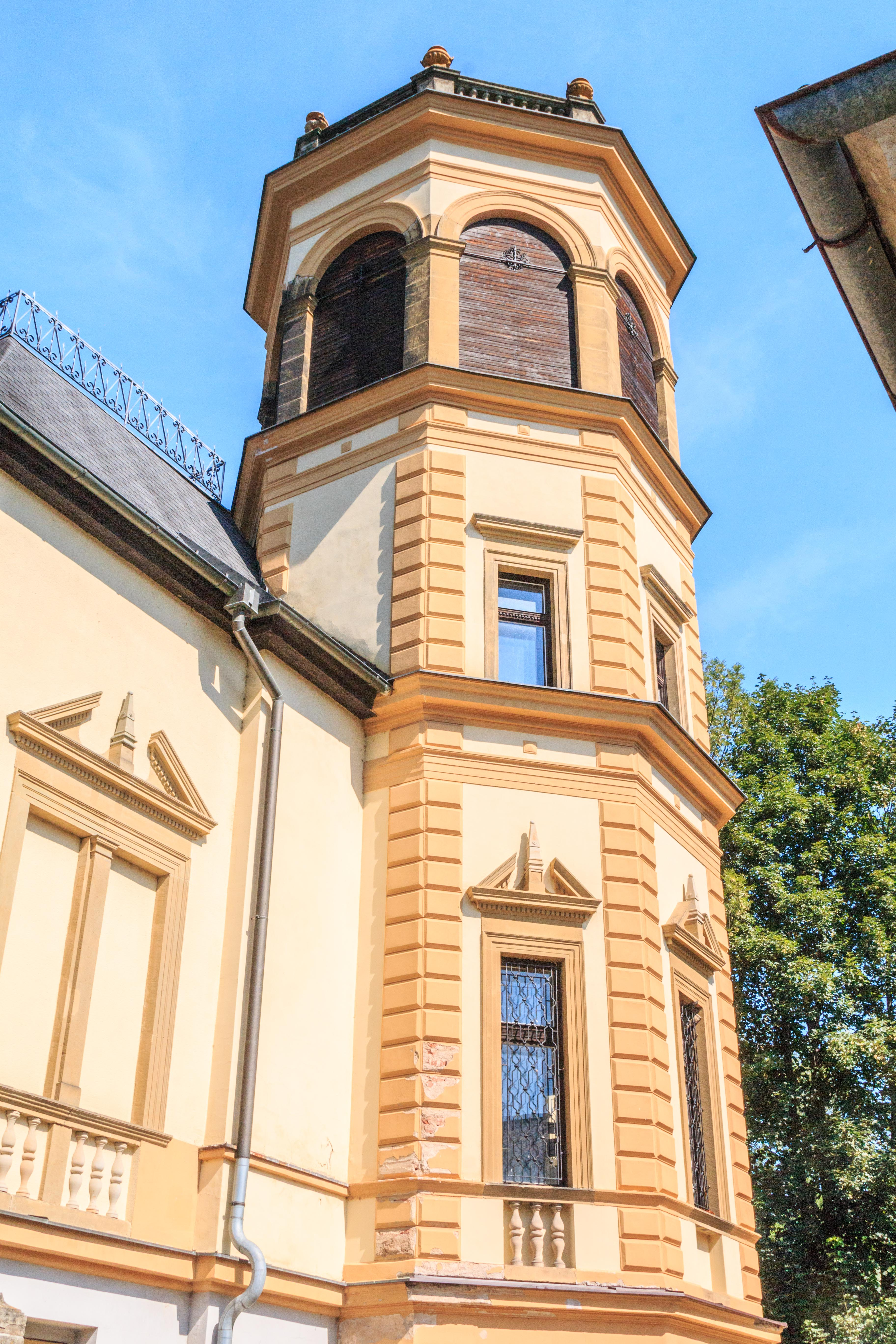
Sokolovna v Brandýse nad Orlicí
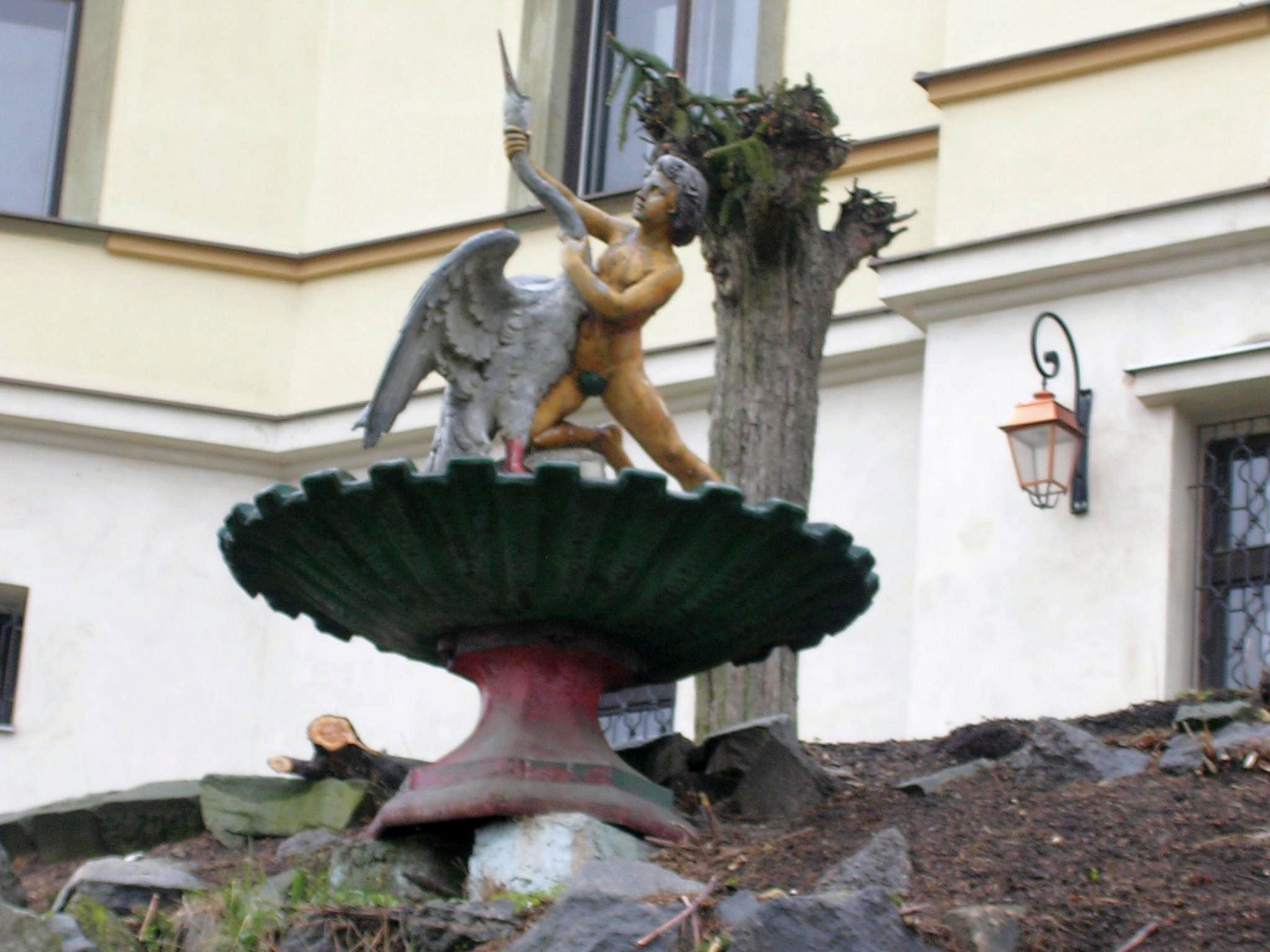
Sokolovna v Brandýse nad Orlicí
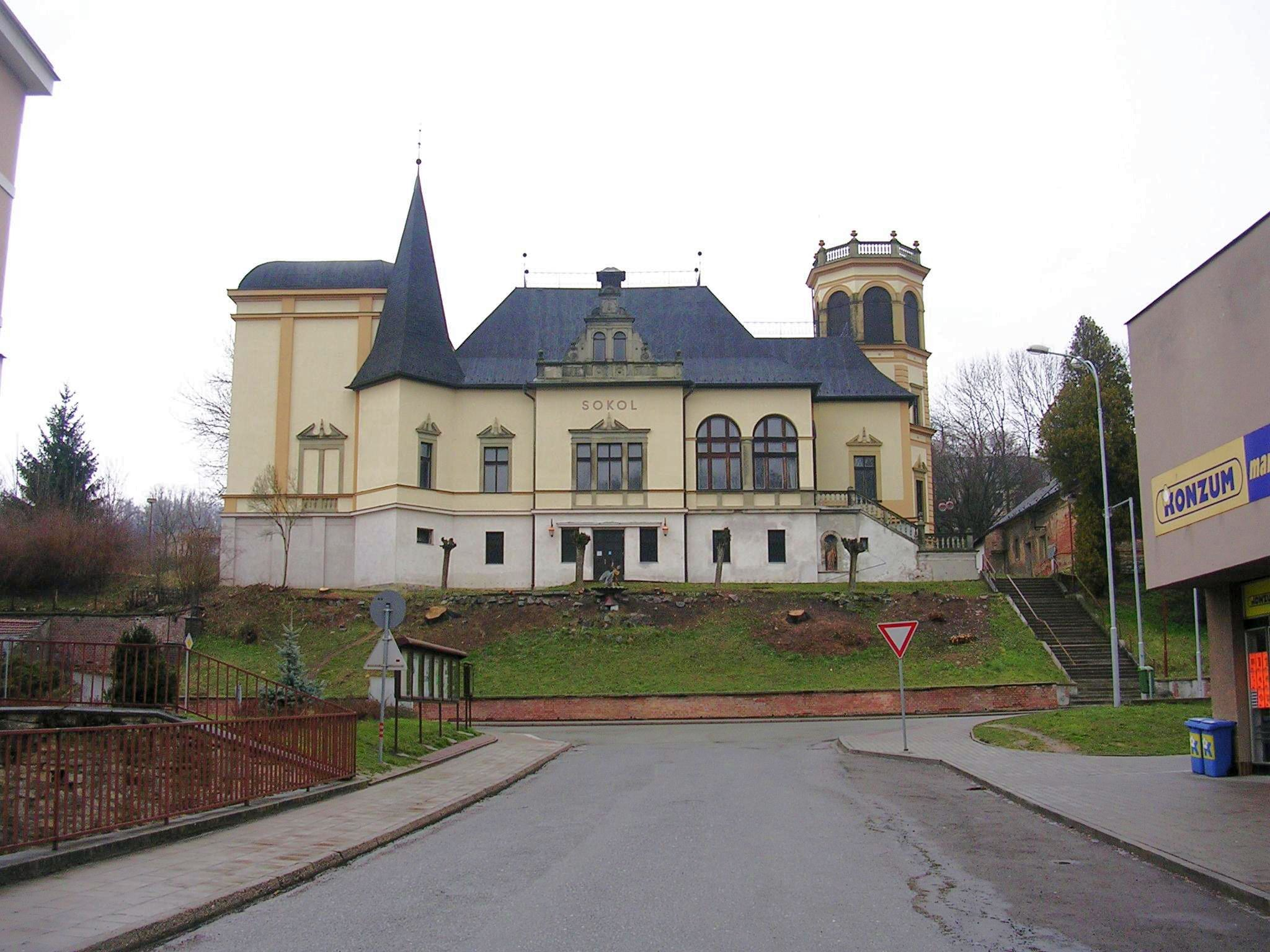
Sokolovna v Brandýse nad Orlicí